# Zelia argentosa
Zelia argentosa är en tvåvingeart som först beskrevs av Henry J. Reinhard 1946.  Zelia argentosa ingår i släktet Zelia och familjen parasitflugor.
Artens utbredningsområde är Arizona. Inga underarter finns listade i Catalogue of Life.